# Donkey Town
Donkey Town es el quinto álbum de la banda Cornbugs, lanzado en noviembre de 2004.
El álbum presenta la poderosa guitarra de Buckethead, la voz de Bill "Choptop" Moseley y la percusión de Pinchface, así como también presenta la colaboración del tecladista Travis Dickerson en algunas canciones al igual como lo hizo en el disco pasado.

## Canciones
1. Daddy-O - 3:17
2. Chicken Farm - 4:40
3. Lawn Puppet - 2:59
4. Billy Shakes - 1:52
5. Druid Holiday - 4:01
6. Pricker Hill - 4:35
7. Stalker - 2:36
8. Farm-To-Fork - 3:05
9. Wiggle Dance - 3:45
10. Bear - 5:58
11. Sex Milk Mambo - 7:59
12. Foundling - 0:30

## Créditos
- Choptop - Vocalista
- Buckethead - Guitarra
- Pinchface - Percusión
- Travis Dickerson - Teclados
- Grabado en el estudio de grabación de Travis Dickerson